# Ràdio Nacional d'Andorra
Ràdio Nacional d'Andorra, també anomenada Ràdio Andorra, és l'emissora generalista de la societat parapública Ràdio i Televisió d'Andorra. Posada en marxa el 8 de setembre de l'any 1990 emet pel 91.4 i 94.2 del dial de la FM a tot el Principat de forma regular des de l'1 de gener del 1991. Els seus estudis estan situats a la Baixada del Molí, dins la parròquia d'Andorra la Vella. Ràdio Nacional d'Andorra ofereix una programació de caràcter generalista centrada en l'actualitat, l'entreteniment i la música de totes les èpoques.

## Programes

### Estira la llengua
Estira la llengua! va ser un programa que pretenia difondre, amb un to informal, l'actualitat, el patrimoni i les peculiaritats de la llengua catalana. S'emetia cada dilluns a les sis de la tarda. També s'emetia a Ràdio Sallent, a Ràdio Arrels, a Ona Mediterrània (Mallorca), a Ràdio Onda Stereo de l'Alguer i fins a més de vint emissores d'arreu dels Països Catalans. Va ser distingit amb una menció de qualitat del Premi Ràdio Associació de Catalunya 2013 al millor programa de ràdio "per divulgar amb aire lleuger i a la vegada rigorós, l'actualitat, el patrimoni i la realitat de la llengua catalana a cadascun dels seus territoris, així com fomentar la implicació de la ciutadania en la defensa de la llengua".

### Avui serà un bon dia
Gabriel Fernàndez capitaneja un equip amb Thierry Morat i Ricard Porcuna i explica el que passa a Andorra i al món amb l'objectiu d'enganxar l'oient a una ràdio, fresca, divertida i sense complexos. S'emet des de la temporada 2023/24, de dilluns a divendres de les 8 a les 12 h.

## Logotips[8]

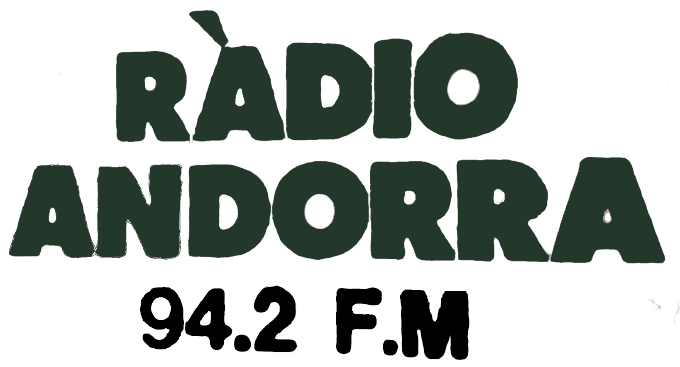
Logo de la nova Ràdio Andorra entre el 8 de setembre del 1990 i l'1 de gener del 1991.
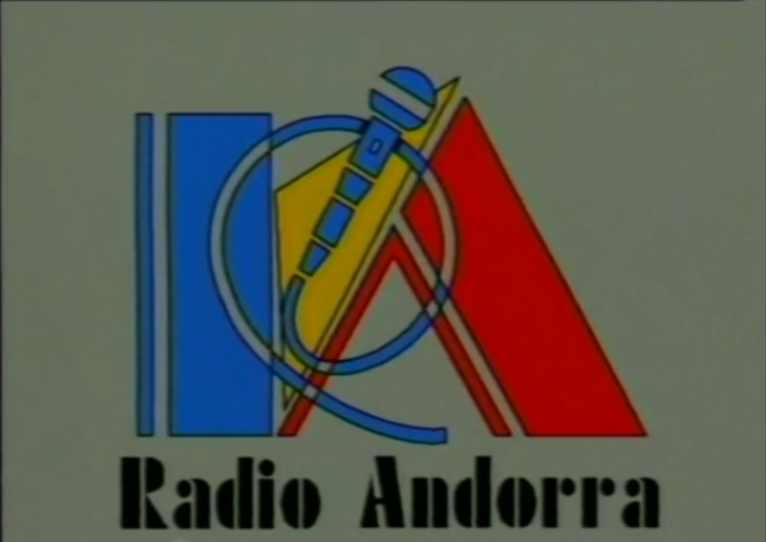
Logo de Ràdio Andorra des del 1991 fins al 1992.
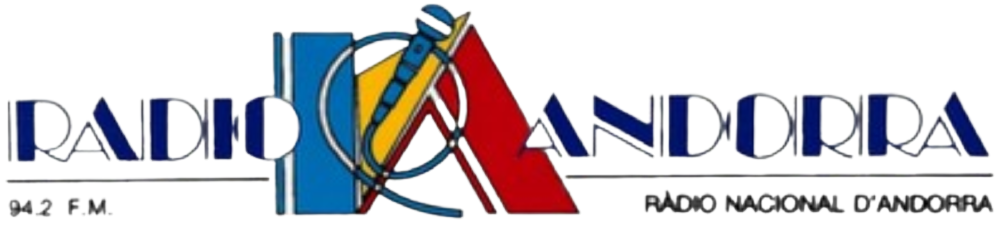
Segona versió del logo de Ràdio Andorra des del 1991 fins al 1992 amb l'eslògan "Ràdio Nacional d'Andorra".
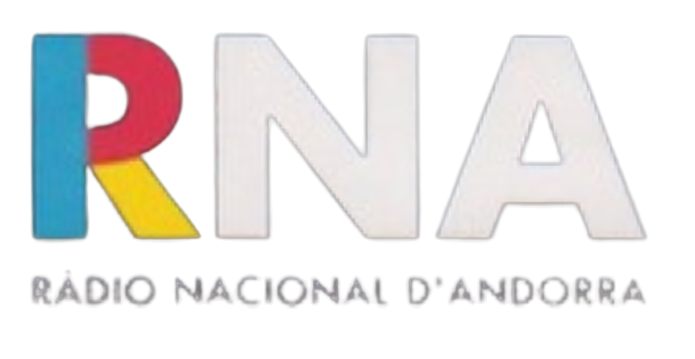
Logo des del 1993 fins al 1996.
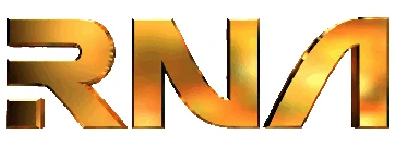
Logotip des del 1996 fins al 2005.
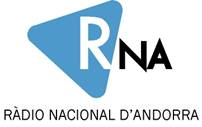
Logo des del 2005 fins al 2013. Protagonistes Gabriel
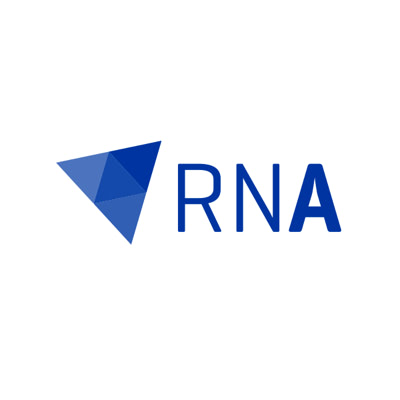
Logotip des del 2013.

## Protagonistes
Gabriel Fernàndez recull al llibre Jo vaig treballar a Ràdio Cincinnati (Edicions del Diari d'Andorra, 2016), crònica dels primers anys de l'emissora, alguns dels noms de les persones que hi van tenir papers princiapls, que reproduïm per ordre cronològic:
Manel Sansa Garal, Josep Maria Agell Abel, Mercè Cañabate Vic, Consantí del Sol Mena Tino, Gabriel Fernàndez Coy, Ramon Font Herrera, Joan Pascasi Garcia Méndez Pasca, Jordi Llorente Serra, Josep Carles Matute Sánchez, Sònia Matute Sánchez, Thierry Morat, Donato Reolid Martínez, Òscar Royo Sansa, Cristina Ruiz Claverol, Josep Maria Samper Pascual, Andreu Trastoy Zaragoza, Andreu Ribolleda Sabata, Ramon Sánchez Martí, Josep Maria Ubach Bernada, Albert Bartumeu Gayarre, Rosa Maria Ribó Bernaus, Maria Teresa Ruiz Caballé, Montse Noguera Roig, Francesc Robert Ribes, J. Lluís Sanvicente Ruiz, Mònica Garal Torres, Claudi Alonso Pallé, Jaume Ramisa Elias, Maria Teresa Azcarate Nofre i Joan Carles Homs Pla.
Un periodista vinculat a l'emissora és Àlex Lliteras. L'estudi 1 de la cadena rep el seu nom.